# La vita che ti diedi
La vita che ti diedi è un dramma di Luigi Pirandello che si ispira alle sue novelle La camera in attesa (1916) e I pensionati della memoria (1914). Rappresentato per la prima volta al Teatro Quirino di Roma nel 1923 da  Alda Borelli fu successivamente pubblicato nel 1924 dall'editore Bemporad. L'opera, concepita per Eleonora Duse, non venne mai recitata dall'attrice. Fu ripresentata al pubblico nel 1942 interpretata da Paola Borboni.
Tema centrale della commedia è l'amore materno capace anche di nutrirsi semplicemente del ricordo, facendo a meno della presenza fisica, di un figlio che è rimasto lontano dalla madre per sette anni. Su questo amore senza condizioni si intesse il dialogo con gli altri personaggi che esprimono il loro giudizio su i sentimenti materni con un commento, come accade all'inizio del dramma, che richiama la funzione del coro della tragedia greca.

## Trama
(Luigi Pirandello, La vita che ti diedi)

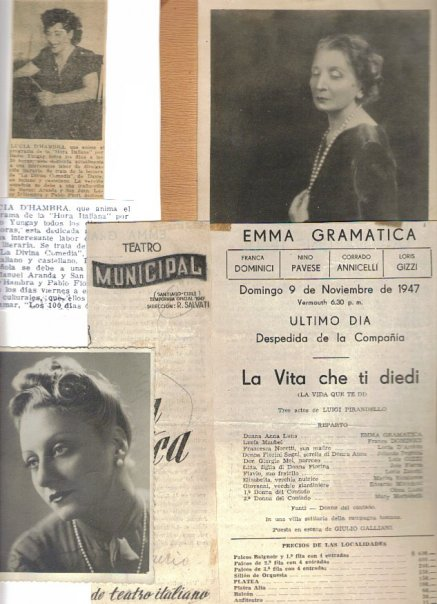
Locandina della tragedia

Il ricordo che la madre ha alimentato in quei lunghi anni di totale assenza del figlio è stato fissato al momento dell'abbandono. Da quel tempo il figlio è stato in lei vivo, perché essa lo ha nutrito, lo ha fatto vivere della vita che attraverso la fantasia lei gli ha dato una seconda volta dopo la nascita.
Per lei il ricordo è stato più vero della realtà che però viene a sconvolgerla con la sua forza con l'improvviso ritorno del figlio. La madre non lo riconosce: ha di fronte un estraneo lontanissimo da quell'immagine, per lei, vivente, rimasta fissata nella sua mente per i sette anni di assenza del figlio.
Il figlio quasi subito dopo il ritorno muore ma per la madre è come se fosse morto un estraneo così diverso dal suo vero figlio che è morto proprio nel momento del ritorno due giorni prima.
Donn'Anna si batte contro la mutevolezza dei sentimenti umani che il tempo trasforma sino a stravolgerli rendendoli opposti a quelli che un tempo sentivamo: il figlio tanto amato nella immaginazione dopo sette anni diviene un estraneo nella realtà.
È il vero figlio quello che la madre continua a sentire vivo e di questo vuole convincere Lucia Maubel, l'amante incinta di lui, mentendole e dicendole che il figlio è improvvisamente partito ma che tornerà presto. Alimentando questa illusione in Lucia la madre rafforza la sua rendendo il figlio sempre più vivo con la presenza di questa giovane che lo ama e che porta in sé un essere che continua la vita del figlio morto.
Ma Lucia scoprirà la verità e piangendo ricorderà come il suo amante già prima di partire aveva sul viso i segni del male che lo avrebbe portato alla morte. Solo ora la madre vedrà il figlio morto e finalmente le sgorgheranno quelle lacrime che prima, quand'era vivo, non poteva avere.
DONN'ANNA: E io non lo vidi.
LUCIA: Lo vidi io! Moriva, moriva da tant'anni...così pallido...così misero [...]

DONN'ANNA: Misero sì...cangiato, cangiato così - ora lo vedo - per te, sì, figlia!...»

## Tournée
Nell'immediato secondo dopoguerra, la commedia fu portata in tournée in Sudamerica dalla compagnia di Emma Gramatica e Luigi Pavese, che la rappresentò al Teatro Municipal di Santiago del Cile con nel cast l'attrice italo-cilena Jole Fano.

## Edizioni
- Luigi Pirandello, Maschere nude, a cura di Italo Zorzi e Maria Argenziano, Newton Compton Editori, 2007